# Notafilia
Notafilia compreende o estudo, pesquisa, criação, conceito e impressão em papel-moeda e as tecnologias empregadas, também estuda a arte, cultura e evolução do papel-moeda no meio circulante mundial para fins monetários e históricos; escrito particular que representa a moeda de curso legal através dos tempos. Para o homem, uma alternativa viável às moedas em metal. Também é considerado um ramo do colecionismo assim como a numismática.
Significado da palavra "Nota"
Papel-moeda de curso legal, cédula ou título de crédito
Significado da palavra "Philia" ou "Filia"
A palavra é um cultismo do grego que podemos chamar de amizade, e às vezes também podemos definir como “amor” por alguma coisa. Embora de fato o uso do termo “amor” seja muito mais amplo do que o termo “amizade”. No processo de composição significativa da palavra, philia ou filia indicam a inclinação apaixonada encarada pelos seres humanos em realidades ou situações pessoais. Esses neologismos fazem referência aos fenômenos psicológicos em que predomina a afetividade por algo.
Por isso observamos o uso da palavra Filia, Philia ou suas derivações comumente empregadas como sinônimo "para hobby" (como na filatelia, ciência que estuda os selos ou telecartofilia, ciência que estuda os cartões telefônicos). Assim, para se referir a algum divertimento de caráter individual.
Como colecionar notas ou cédulas em papel moeda
A definição estudada e defendida pelo numismata e notafilista Bruno Diniz, diz que um notafilista não deve ser conhecido como um mero “ajuntador” de cédulas, sua coleção deve ser organizada e bem estruturada, mesmo que seja simples e de baixo valor monetário.
Há vários modelos que o iniciante em notafilia poderá seguir, podendo as coleções serem organizadas de diversas formas, como passaremos a detalhar. Lembramos ainda que a notafilia também engloba o colecionismo de bilhetes e cédulas particulares. Sendo assim vamos expandir os exemplos para todos os itens colecionáveis:
- por país;
- por tipo de cédula ou medalha;
- por valor facial;
- por tema;
- por um tipo de cédula e suas variantes;
- por padrão monetário;
- por curiosidades;
- por período histórico;
- por estampagem;
- erros ou defeitos.
Aquele que decide fazer uma coleção por tipos de cédulas deve seguir um catálogo e adquirir uma cédula de cada tipo.
O padrão monetário pode ser outro guia para a coleção. Colecionar apenas peças do padrão cruzeiro ou cédulas de libras (diversos países utilizam o nome de libra para seu padrão monetário) ou escudos ou pesos.
Há aqueles que produzem coleções pelo valor facial: somente cédulas de valor 1, sejam cruzeiros, dólares, escudos, etc, ou valor 5, 10, 100...
Um colecionador pode decidir colecionar apenas cédulas falsas ou somente cédulas com defeito, particulares ou regionais.
Uma das mais interessantes formas de coleção é a temática. O colecionador decide-se por um tema específico e começa a dirigir sua atenção para este tipo de cédula. Um exemplo é o de cédulas com figuras de animais, ou de personalidades históricas, como a efígie da Rainha Elizabeth II da Inglaterra.
A temática tem sido indiscutivelmente a forma que mais se popularizou em todos os tipos de colecionismo e não poderia ser diferente com a notafilia. As coleções temáticas costumam ficar mais vistosas e interessantes e além da pesquisa história da origem de determinada cédula faz com o que o colecionador adquira conhecimentos específicos sobre aquele tema escolhido, como por exemplo, o tema animais, com uma vastidão de notas a serem adquiridas e estudadas.
O importante mesmo é afirmar mais uma vez a liberdade que o colecionador tem de montar sua coleção como bem entender, não existe fórmula ou receita para tal coisa, apenas cuidados para a conservação das peças e um consenso sobre a classificação das peças para uma melhor comunicação entre os colecionadores. Tal liberdade é estendida até para a cotação das peças, onde a Lei da Oferta e Procura trata de orientar os colecionadores com o devido bom senso no mercado.